# Gerichtsamt Hartenstein
Das Schönburgische Gerichtsamt Hartenstein war 1865 bis 1878 ein Gericht der ordentlichen Gerichtsbarkeit für die fünf Schönburgischen Rezessherrschaften mit Sitz in Hartenstein (Sachsen).

## Geschichte
Die Schönburgischen Rezessherrschaften waren bis 1740 reichsunmittelbar. Nach dem Rezess vom 4. Mai 1740, in welchem die Schönburger die Landeshoheit des sächsischen Herrscherhauses der Wettiner über ihre Territorien anerkannten, wurden die fünf reichsunmittelbaren Herrschaften Waldenburg, Glauchau (Forder- und Hinter-Anteil), Lichtenstein, Hartenstein (niedere Grafschaft) und Stein als Rezessherrschaften bezeichnet. Sie behielten bis 1878 eine rechtliche Sonderstellung und waren in Bezug auf Verwaltung und Rechtsprechung nicht in das System staatlicher Gerichte im Königreich Sachsen eingebunden. Auch die Aufhebung der Patrimonialgerichtsbarkeit nach der Märzrevolution 1848 änderte nichts an diesem Status.
Ursprünglich war die Rechtsprechung in den Schönburgischen Rezessherrschaften in Justizämtern organisiert. Zum 1. Juni 1865 passte das Haus Schönburg seine Gerichtsorganisation dem sächsischen Beispiel an und bündelte die Rechtsprechung im Fürstlichen und Gräflichen Schönburgischen Bezirksgericht Glauchau. Diesem waren Gerichtsämter nachgeordnet, darunter das Gerichtsamt Hartenstein. Der Gerichtssprengel umfasste die Stadt Hartenstein, die Dörfer Beutha, Langenbach, Mülsen St. Niclas, Niederhaßlau, Oberhaßlau, Raum, Rosenthal, Stein, Thierfeld und Wildbach sowie Teile der Dörfer Härtensdorf, Lerchenberg mit Neudörfel, Niederzschocken, Oberzschocken, Oelsnitz, Ortmannsdorf, Schönau und Vielau.
Zum 14. November 1878 trat das Haus Schönburg seine Jurisdiktion an den Staat ab. Das Bezirksgericht und die Gerichtsämter wurden nun kurzzeitig als staatliche Gerichte geführt. 1879 wurden sie im Rahmen der Reichsjustizgesetze aufgehoben und durch Amtsgerichte, darunter das Amtsgericht Hartenstein ersetzt.

## Gerichtsgebäude
Das Gerichtsamt nutzte das um 1850 gebaute Gerichtsgebäude (August-Bebel-Straße 25). Es wurde später vom Amtsgericht genutzt. Das Gerichtsgebäude steht unter Denkmalschutz.